# Wayne Roberts
Wayne Roberts (Cidade do Cabo, 14 de agosto de 1977) é um ex-futebolista profissional sul-africano que atuava como goleiro.

## Carreira
Wayne Roberts representou o elenco da Seleção Sul-Africana de Futebol no Campeonato Africano das Nações de 2004.